# Virginio Pizzali
Virginio Pizzali (nascido em 28 de dezembro de 1934) é um ex-ciclista italiano e campeão olímpico.
Foi o vencedor e recebeu a medalha de ouro na prova de perseguição por equipes, realizada nos Jogos Olímpicos de 1956 em Melbourne.